# 托马斯·杰斐逊
托马斯·杰斐逊（1743年4月13日—1826年7月4日），第三任美国总统（1801年－1809年）。同時也是《美國獨立宣言》主要起草人，及美国开国元勋中最具影響力者之一。其任期中之重大事件包括路易西安那購地案（1803年）、1807年禁運法案、路易斯與克拉克探勘（1804－1806）等。
身為政治學家，傑佛遜秉持古典自由主义與共和主義，制定《維吉尼亞宗教自由法》（Virginia Statute for Religious Freedom, 1779, 1786）；該法日後成為美國憲法第一修正案創設條文之基礎，傑佛遜民主（Jeffersonian democracy）因他而得名。1792年傑佛遜創立並領導民主共和黨（今日民主黨之前身）。傑佛遜曾為第二任維吉尼亞州州長（1779年－1781年）、第一任美国國務卿（1789年－1793年）、與第二任美国副总统（1797年－1801年）。1800年傑佛遜擊敗競逐連任的亞當斯當選美國第三任總統，此後他領導的政黨統治美国達四分之一世紀，直至他的政黨在1824年分裂為止。
除了政治事業外，傑佛遜同時也是農學、園藝學、建築學、詞源學、考古學、數學、密碼學、測量學與古生物學等學科的專家；又身兼作家、律師與小提琴手；也是弗吉尼亚大学的創辦人。許多人認為他是歷任美国总统中智慧最高者；在1962年一個宴請49位诺贝尔奖得主的晚宴上，约翰·肯尼迪對滿堂社會菁英致詞說：「我覺得今晚的白宮聚集了最多的天份和人類知識——或許撇開當年傑佛遜獨自在这里吃饭的时候不计。」
在2005年美国在线举办的票选活动《最伟大的美国人》中，杰斐逊被选为美国最伟大的人物第12位。

## 早年生涯與教育
依其出世時所採行的儒略曆，1743年4月2日傑佛遜生在維吉尼亞的阿尔伯马尔县一座名為沙德韦爾的農場；但若依其在世時改用的公曆，則傑佛遜的生日為4月13日。
傑佛遜出生於富足興旺之家，在十名兄弟間排行第三（有兩名流產）。父親名彼得·傑佛遜，為农场主兼測量員，母親珍·藍道夫（Jane Randolph），為艾夏姆·藍道夫（Isham Randolph）與珍·羅傑斯（Jane Rogers）之女，彼得·傑佛遜（Peter Jefferson）之表親。艾夏姆是在英國倫敦城東的沙德維爾教區教堂（Shadwell Parish church）結的婚。托马斯·杰斐逊的雙親皆為世居維吉尼亞的移民家庭。
彼得·傑佛遜在宅第為大火所燬後，舉家遷至業吉嶺（Edge Hill）。該嶺以17世紀時，幫助約翰·李伯內發展政治事業的英國內戰第一場戰役而得名。傑佛遜之妹露西（Lucy）嫁予查爾斯·李伯內·路易斯（Charles Lilburne Lewis），並將一個兒子命名為李伯內；而弟弟藍道夫也將一個兒子命名為李伯內。
1752年，傑佛遜受教於蘇格蘭教士威廉·道格拉斯（William Douglas）所經營的學校，年僅九歲時即開始學習拉丁文、古希臘文、以及法文。1757年，十四歲的傑佛遜喪父，他繼承了約五千英畝（約20平方公里）的土地及數十名黑奴。傑佛遜在所繼承的土地建造自宅，該地其後名為蒙蒂塞洛。
父喪後，傑佛遜在1758年至1760年間，受業於由博學的詹姆斯·毛瑞（James Maury）教士所開設的學堂。學堂位於弗雷德里克斯堡教區，距沙德韦爾12英哩（19公里）。傑佛遜寄宿於毛瑞家中，接受古典教育，並研習歷史與自然科学。
16歲時，傑佛遜入讀威廉斯堡的威廉與瑪麗學院哲學系，自1760年起至1762年止，為時兩年。傑佛遜追隨威廉·史莫（William Small）教授，研究数学、形而上学、與哲学。史莫引導充滿熱情的傑佛遜接觸不列顛實證主義者們的著作，包括约翰·洛克、弗蘭西斯·培根、以及艾薩克·牛頓。（傑佛遜後稱其為「古往今來最偉大的三個人」）。據聞傑佛遜的學院生涯為每日讀書15小時，隨身攜帶希臘文法書，法文精熟，練習小提琴，喜好塔西佗與荷马的著作。
傑佛遜在學院中曾為神秘的扁帽俱樂部（Flat Hat Club）之一員，學院現今的學生報紙即以此俱樂部為名。他在1762年以優秀成績畢業後，轉而跟隨良師兼益友喬治·威勒（George Wythe）學習法律，於1767年取得維吉尼亞州的律師資格。
1772年，傑佛遜與守寡的瑪莎·斯格爾頓（1748-1782）成婚，生下六名子女：瑪莎·藍道夫（Martha Jefferson Randolph，1772-1836）、珍·藍道夫（Jane Randolph，1774-1775）、一名流產而未及命名的兒子（1777）、瑪麗·威勒斯（Mary Wayles，1778-1804）、露西·伊莉沙白（Lucy Elizabeth，1780-1781）、與露西·伊莉沙白（Lucy Elizabeth，1782-1785）。瑪莎·斯格爾頓逝於1782年9月6日，傑佛遜再未續弦。

## 1774年至1800年間之政治生涯
傑佛遜工作於維吉尼亞的市民院。他於1774年寫下《英屬美洲民權概觀》（A Summary View of the Rights of British America），引領維吉尼亞地方議會走向國會。這本小冊成為美國人對英國殖民者們辯駁時的有力論據，促進美國人走向獨立自主，標示著傑佛遜為愛國者中思想最深刻的辯士之一。

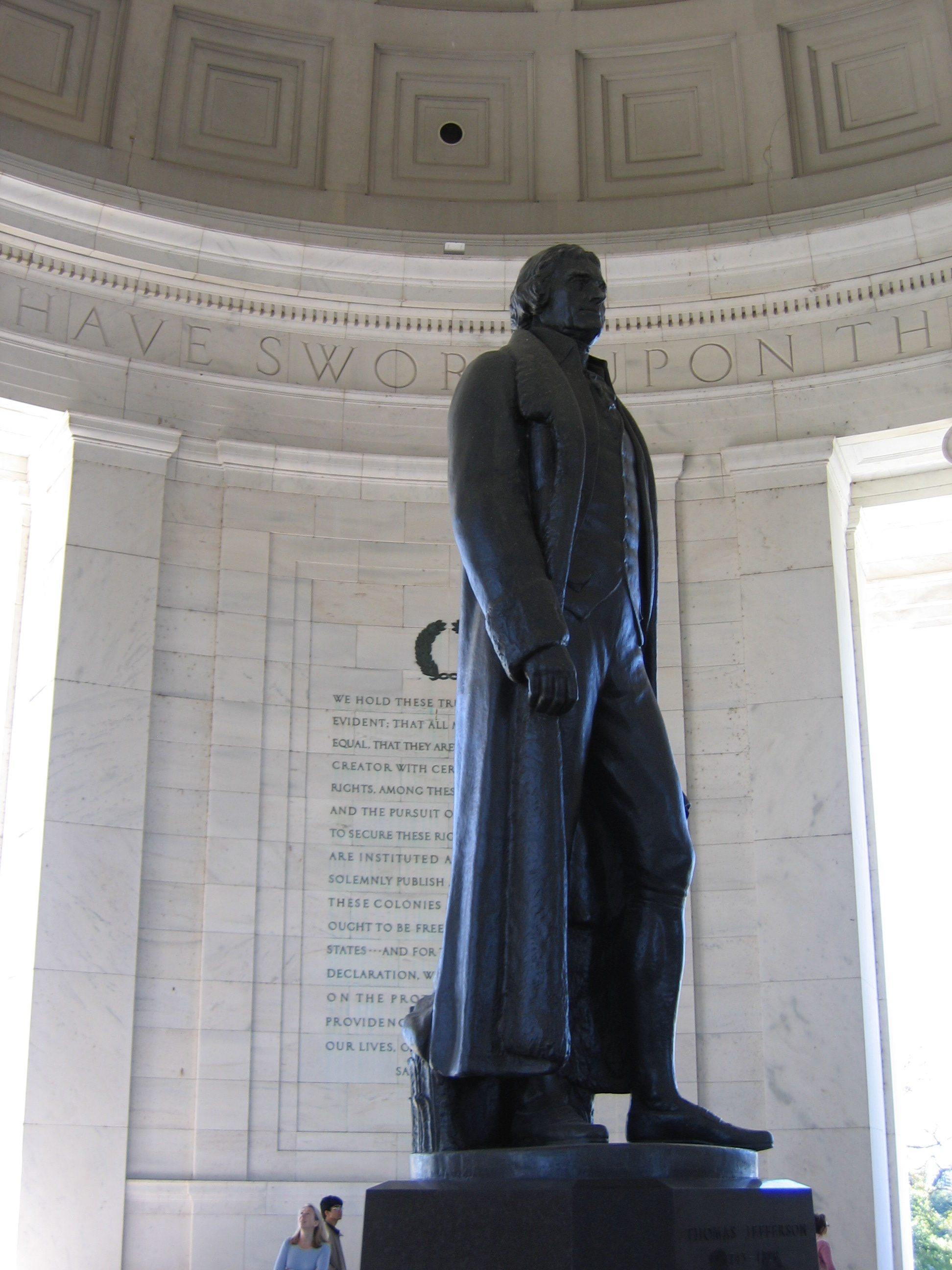
魯道夫·伊凡斯（Rudolph Evans）所塑之傑佛遜像。後方牆上銘刻著美國獨立宣言前文

傑佛遜為美國獨立宣言之主要撰稿人，獻身於美國的政治文化與民間文化。大陸議會為撰寫該宣言所委任的五人小組全體一致同意，由傑佛遜單獨起草宣言全文。
1776年9月，傑佛遜回到維吉尼亞，並獲選入新成立的弗吉尼亚州众议院。傑佛遜於其任期中銳意改革州內法制體系，以使維吉尼亞成為民主的一州。他於三年間起草了126條法案，包括廢除長子繼承權、建立宗教自由、並使司法體系現代化。1778年，傑佛遜的「知識大幅普及散播法案」（"Bill for the More General Diffusion of Knowledge"）促成其母校的連串學術改革，包括美國各大學中第一個成立的選修制度。
傑佛遜於1779年至1781年年間任維吉尼亞州州長，在1780年以州長的身分監督維吉尼亞州治由威廉斯堡遷移至。他不斷在威廉與瑪麗學院中呼籲教育改革，包括全國首創由學生自治的榮譽法則（honor code）。1779年，在傑佛遜的指示下，威廉與瑪麗學院委任喬治·威勒為美國各大學中首位法學教授。因對改革的進程不滿，傑佛遜後來創立了，為美國第一所與宗教學說完全無關的高等學院。
維吉尼亞兩次在傑佛遜主政期間遭英軍入侵。傑佛遜本人幾乎被向夏洛茨维尔奇襲的英軍騎兵縱隊所俘，但終能脫身。民情因政府無力禦侮而激憤不已，從而幾乎毁了傑佛遜的政治前途；但在約克鎮之圍後，民憤逐漸平復。
傑佛遜於1785年至1789年間作为外交使節驻在法國，而无法參與合眾國制宪会议。他其後雖逐漸支持這部新憲，卻仍認為新憲法因缺乏權利法案而有缺陷。
从法国回来之后，傑佛遜於乔治·华盛顿的政府中擔任首任美国國務卿（1789-1793）。他與亚历山大·汉密尔顿兩人之間開始對全國金融政策展開論戰，傑佛遜將漢彌爾頓與其他狂熱的聯邦黨人與保皇黨等量齊觀。1790年，傑佛遜深恐其擬之為「保皇主義」的「漢彌爾頓主義」佔上風，寫下「漢彌爾頓的信徒們跟著氣喘噓噓...並渴求帝王之冠、諸侯之冕、與主教法冠」（"Hamiltonians were panting after...and itching for crowns, coronets and mitres"）。傑佛遜與詹姆斯·麦迪逊創立民主共和黨，並成為黨內領袖。他們二人與麥迪遜的競選總幹事約翰·貝克利（John James Beckley）所建立的體系，史稱第一政党体系。1793年，英法兩國爆發戰爭，傑佛遜強烈支持法國，而漢彌爾頓與華盛頓在締結傑伊條約後則支持英國，傑佛遜於是辭職隱退蒙地沙羅，後于1796年參選總統落敗，其後又獲選為美国副总统。

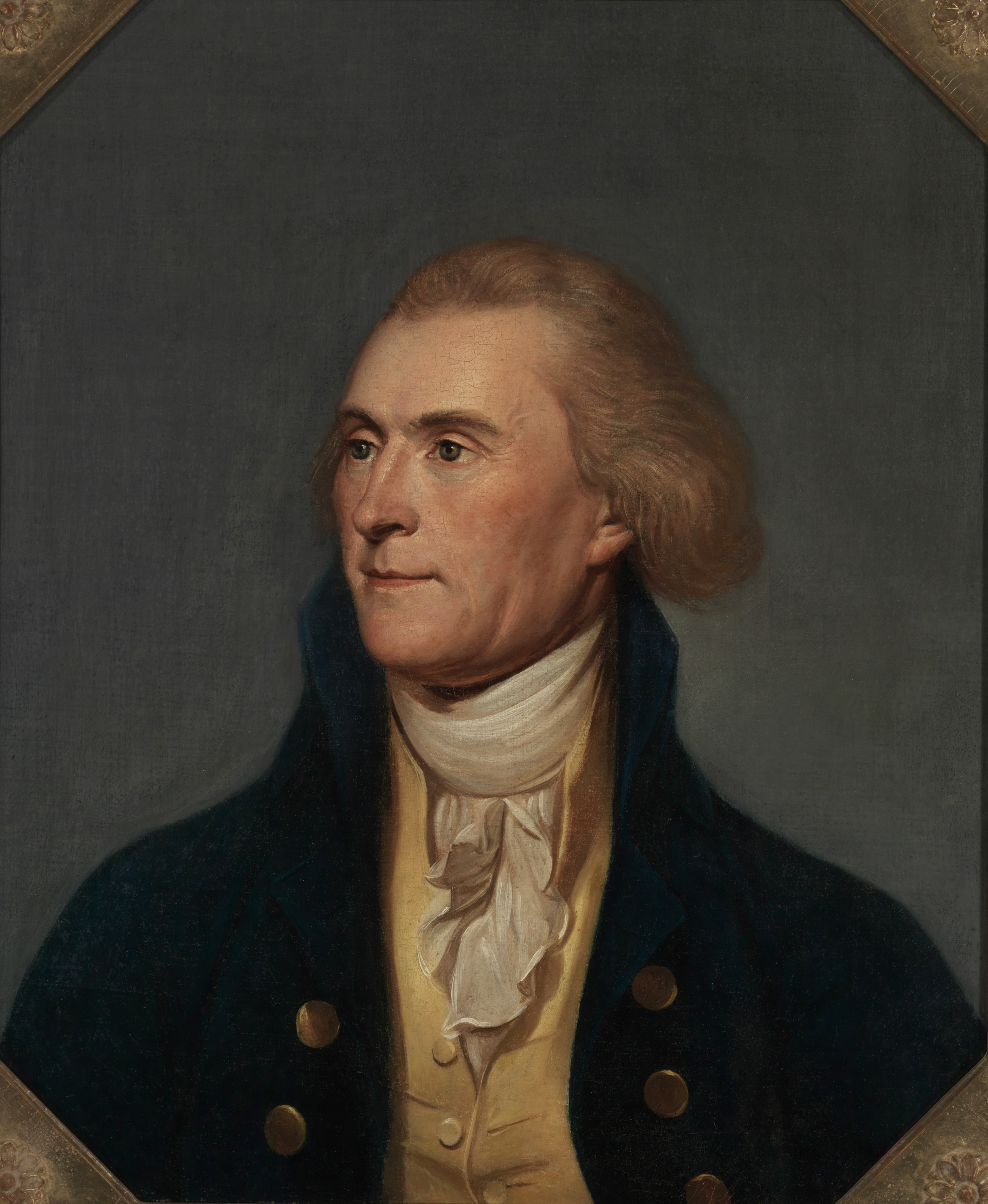
湯瑪斯·傑佛遜（1796年）

因與法國進行準戰爭（兩國海軍不宣而戰），约翰·亚当斯所領導的聯邦黨加強並增募海陸兩軍，同時開徵新稅，從事戰爭準備，並在1798年制訂了客籍法和懲治叛亂法。傑佛遜將此法解讀為攻擊他所屬的政黨，甚於對付危險外敵。他與麥迪遜為重新集結支持者，匿名著作肯塔基及弗吉尼亚决议案，主張憲法所建立者僅為各州與聯邦政府之間的協定，聯邦政府無權行使憲法無明文規定之事項，而各州對聯邦政府各項僭權之舉可視為無效。此提案為美國史上首次對州權論之陳述，該論述開日後拒行聯邦法規與介入論之先河。
傑佛遜與紐約的阿龙·伯尔緊密合作，重新集結其政黨，特別為對付新稅開徵而投入1800年美國總統選舉。聯邦黨反擊傑佛遜為自然神論者、無神論者，稱他為基督徒之敵。傑佛遜與伯爾在選舉人團中，票數並列第一，須由時為聯邦黨所控制的美国众议院決斷選舉結果。
經冗長辯論後，漢彌爾頓在眾議院中說服了同黨議員。他認為，選舉過程中的流言將腐蝕新生的美國政府；而就政治面而言，傑佛遜不會造成傷害。眾議院后於1801年2月17日決議，推舉傑佛遜為總統，伯爾為副總統。

## 總統：1801-1809

### 政策
傑佛遜於1801年至1809年間擔任總統，為首位於白宮任職並離任的總統。這也是民主共和黨黨員首次選上總統。截至目前為止，傑佛遜為唯一擔任過美國副總統後又當選總統，且做完兩個任期的總統。
傑佛遜任內因崇尚重農主義、個人自由、有限政府、及以共和主義激勵美國身份認同而知名。儘管傑佛遜他以建立有限政府目的，他在第一任總統任期中執行路易西安納購地案，並委派進行路易斯與克拉克探勘。傑佛遜於1804年美國總統大選中當選連任。他在第二任期中主要處理外交問題，例如在陷入英法之戰時保持中立。
傑佛遜本是嚴謹建構主義者，但在其總統任內對自己的原則妥協。他在保持小型海軍、農業經濟、嚴謹建構主義、與小政府等原則上退縮。自民主共和黨分離而出的特挺奎德斯（Tertium quids）團體指責傑佛遜自毁原則。

### 總統任期中的事件
- 第一次巴巴利戰爭（1801-1805）
- 簽署成立西點軍校(1802.3.16)
- 路易西安納購地（1803）
- 马伯里诉麦迪逊案（1803）
- 成立奧勒岡屬地（1804）
- 副总统伯尔叛国案（1805）
- 1804年土地法
- 批准美國憲法第十二修正案（1804）
- 路易斯與克拉克探勘（1804-1806）
- 1805年成立路易西安納屬地（後更名為密蘇里屬地）
- 特挺奎德斯(Tertium quids)自民主共和黨中分離而出。
- 1807年禁運法案，企圖與拿破崙戰爭中的交戰國中止貿易關係以令美國的中立國地位獲得尊重。
- 1808年廢除國內奴隸貿易。

### 政府與內閣
| 職位         | 姓名                 | 任期      |
|              |                      |           |
| 美國總統     | 托马斯·杰斐逊        | 1801–1809 |
| 美國副總統   | 阿龙·伯尔            | 1801–1805 |
|              | 喬治·柯林頓          | 1805–1809 |
|              |                      |           |
| 美國國務卿   | 詹姆斯·麥迪遜        | 1801–1809 |
| 美國財政部長 | 山繆·德斯特          | 1801      |
|              | 阿爾伯特·高勒挺      | 1801–1809 |
| 美國戰爭部長 | 亨利·迪爾繃          | 1801–1809 |
| 美國司法部長 | 李維·林肯            | 1801–1804 |
|              | 羅伯特·史密斯        | 1805      |
|              | 約翰·布瑞肯里吉      | 1805–1806 |
|              | 凱撒·奧古斯都·羅德內 | 1807–1809 |
| 美國海軍部長 | 班哲明·史都德特      | 1801      |
|              | 羅伯特·史密斯        | 1801–1810 |

### 最高法院大法官任命案
傑佛遜於總統任期內任命下列美國最高法院大法官。
- 威廉·強森 – 1804年
- 亨利·李文斯頓 – 1807年
- 湯瑪斯·陶德（Thomas Todd） – 1807年

### 於任期中加入聯邦的州
- 俄亥俄 – 1803年

## 創立大學

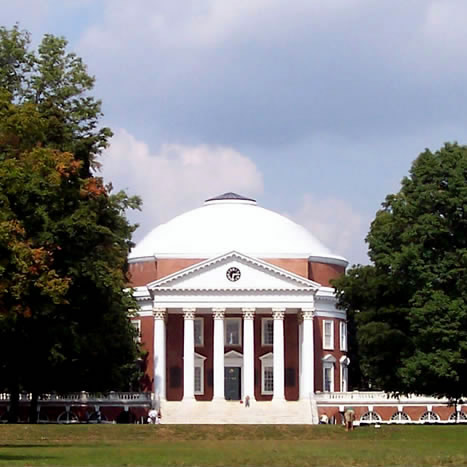
弗吉尼亚大学圓廳

傑佛遜卸任總統職務後仍持續活躍於公共事務。他投入大部分心力成立一所新的高等院校，為解除教會對校務影響，使學生可專心致力於其他所大學所無法提供的新天地中。在一封1800年由他寄給约瑟夫·普里斯特利的信函中，表明他在真正建立一所大學前已為此思考了數十年之久。
他的夢想於1819年因弗吉尼亚大学的成立而實現，州議會批准每年撥款1,500美元以供興學之用。該校於1825年開始招生，是第一所為學生提供全部選修課程的大學（儘管首屆僅有30名學生入學）；而校區則是當時北美洲最大的建築群之一。值得注意是，該校校園以圖書館為中心，而非教堂。其實，原案中根本就沒有包含校園禮拜堂在內。傑佛遜生前常邀請學校師生職員到家中，艾德加·愛倫·坡為當時的訪客之一。
維吉尼亞大學設計為州內最高學府。傑佛遜的看法認為，州內居民皆可經由單一共同的評核標準入學。

## 逝世

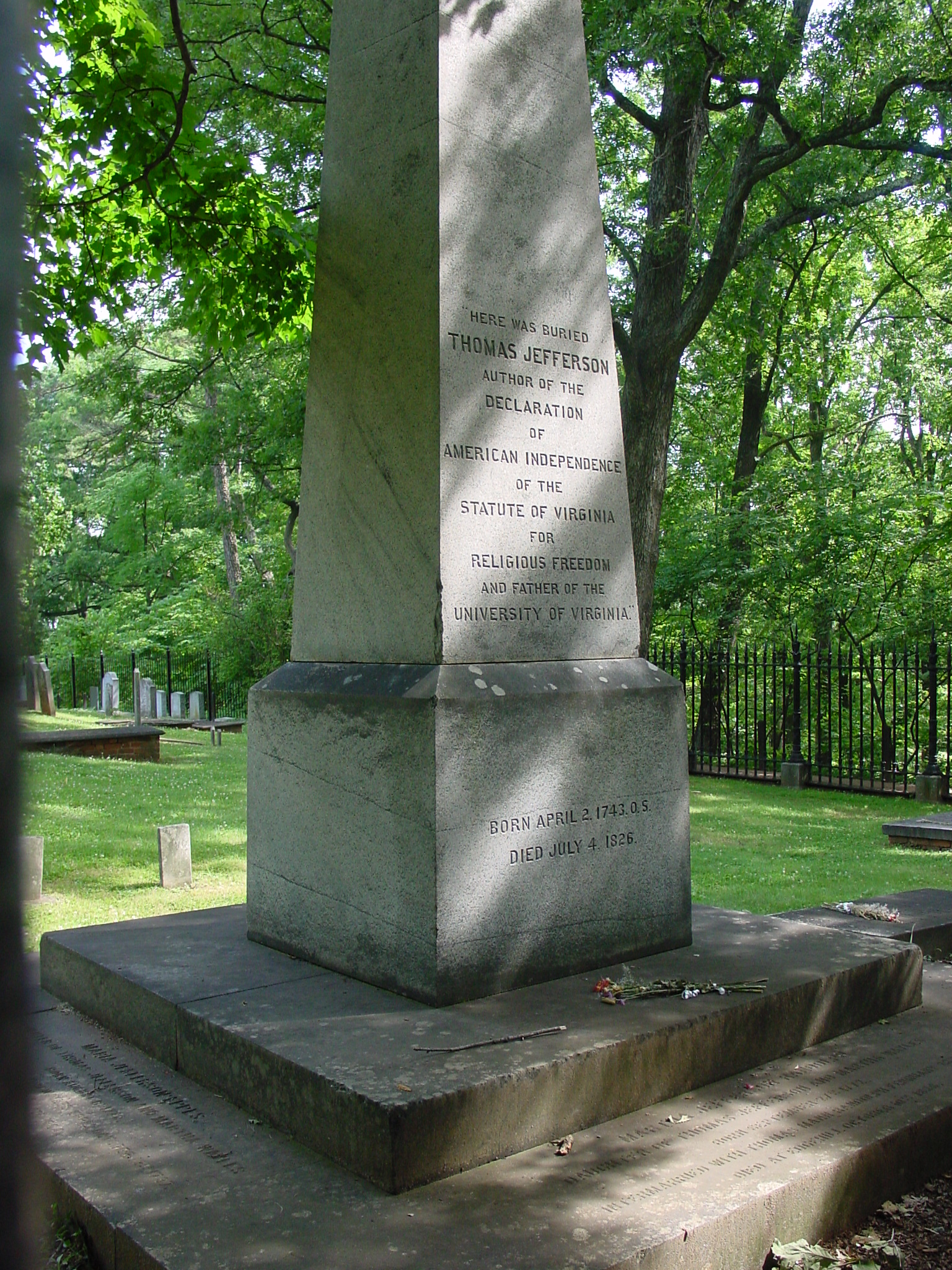
傑佛遜之墓

傑佛遜逝於1826年7月4日，當日為獨立宣言通過五十週年紀念日。奇妙的是，他的晚年好友、前總統约翰·亚当斯也在傑佛遜離開後幾小時去世。傑佛遜生前因創校而債務沉重，美國各地曾捐輸約 $16,000美元以幫助這位前總統，但不足以助其清償債務與醫療費用。傑佛遜552英畝（223公畝）的產業於1831年在蒙地沙羅的一次拍賣會上，以美金 $7,000元售予詹姆斯·巴克禮（James T. Barclay）。1836年，巴克禮將地上物連同218英畝（88公畝）的土地以 $2,700轉售給美國海軍的尤瑞亞·李威中尉。李威中尉後來買下周圍的土地及屋內家具陳設，他因而獲稱「蒙地沙羅的救星」。李威中尉於1862年因美國內戰而去世，遺囑中將蒙地沙羅捐贈給美國政府作為海軍遺孤的學校。
托马斯·杰斐逊身後葬於其蒙蒂塞洛的產業上，其墓誌銘由他在生前自行寫就。他堅決要求，墓碑除銘刻自己所撰寫的句子外，其餘的「一個字也不要多」。墓誌銘如下：
|  | 美國獨立宣言作者 維吉尼亞宗教自由法 以及維吉尼亞大學之父 托马斯·杰斐逊 長眠於此 HERE WAS BURIED THOMAS JEFFERSON AUTHOR OF THE DECLARATION OF AMERICAN INDEPENDENCE OF THE STATUTE OF VIRGINIA FOR RELIGIOUS FREEDOM AND FATHER OF THE UNIVERSITY OF VIRGINIA |

## 外貌與人品
傑佛遜身高六呎二吋半（189公分），體型修長健壯；臉部輪廓稜角分明，氣色十分紅潤，髮色金赤，間雜淡褐；灰色眼珠；晚年衣著隨便，不修邊幅。傑佛遜是個糟糕的公眾演說者，他大部分的重要演說都是以咕噥著帶過；儘管如此，他認真演說時舉止優雅。傑佛遜與他人很快便能相互熱絡（但對陌生人並不十分友善）；而他富朝氣、跳躍式、知識性的言談充滿魅力。在安靜的外表下，他熱情執著而多愁善感，好似在大小事上都有規律性的習慣動作。1801年，他遭英國首相蓄意侮辱，而在華盛頓建立謀劃中心作為回應。
雖然傳記中稱傑佛遜缺乏幽默感，但他最喜歡的讀物却是《唐吉訶德》與莫里哀的作品。而雖然他的著作中充塞著功利思想，在他年輕時則充滿浪漫主义，曾為了翻譯莪相之詩準備學習蓋爾語，並為取得原稿而拜訪詹姆斯·麦克弗森。
他於任內中止總統親自演說国情咨文的做法，而是將講稿送達國會（至伍德罗·威尔逊任內方恢復由總統親自演說）。他在總統任內僅進行了兩次公開演說。妻子亡故後，他焚毁兩人之間往來的書信，顯現出一個人有時可以孤僻到什麼程度。
近代由諾姆·列俊（Norm Ledgin）所著之《診斷傑佛遜》（Diagnosing Jefferson）一書曾暗示，傑佛遜帶有亞斯伯格症候群。有些史家抨擊這項發現，他們認為身患此疾「會減損傑佛遜的偉大崇高」。心理學家們也認為，書中所描寫的人格特質與亞斯伯格症候群的患者高度相符。（Ledgin 2000）

## 興趣與活動

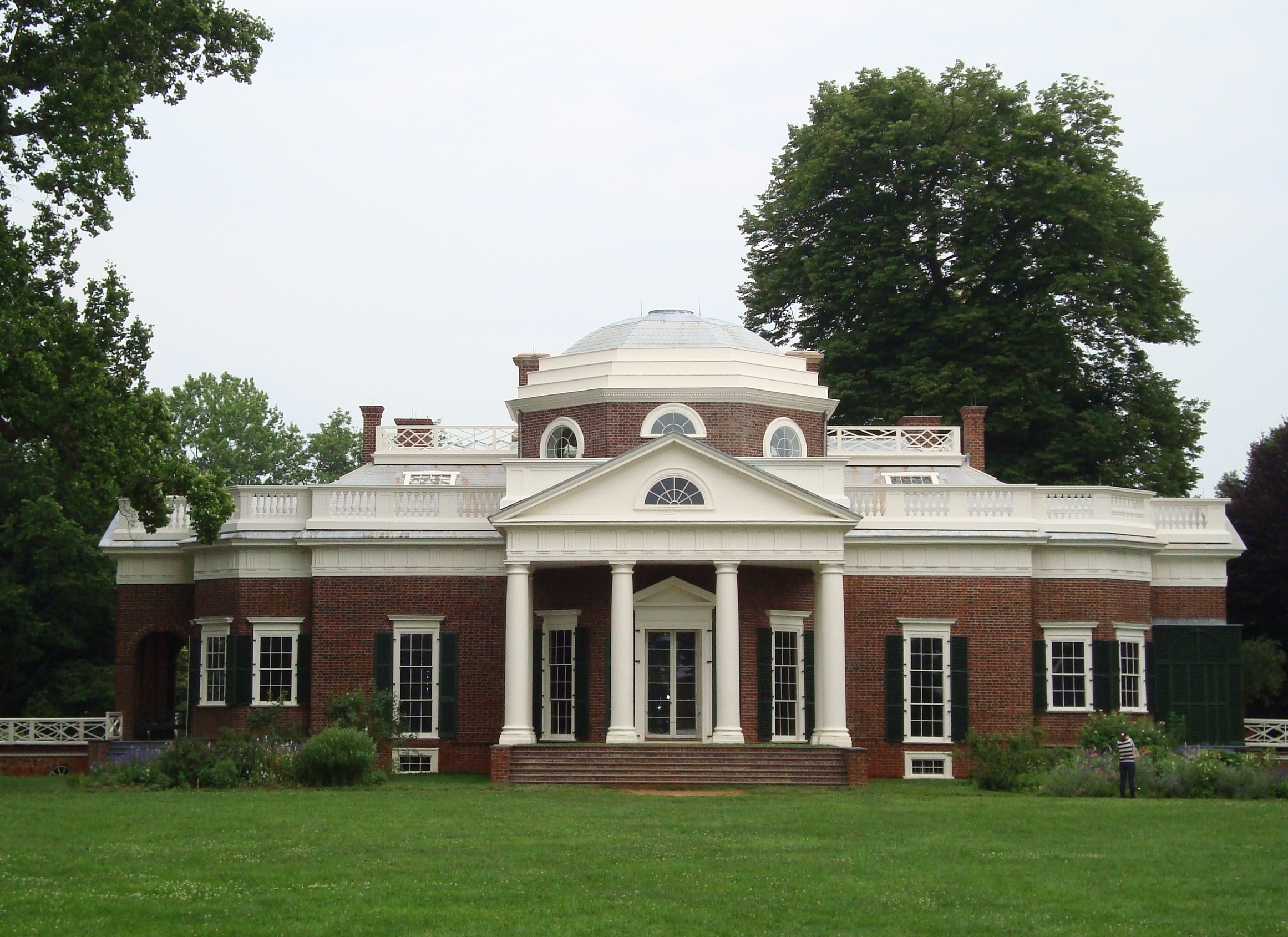
蒙蒂塞洛

傑佛遜是深具造詣的建筑师，他將英國在辉格党權貴中廣受歡迎的帕拉第奧式建築帶入美國，因而對後世的美式建築風格影響深遠，此種風格與共和黨對於市民美德與政治自由的啓蒙思想有關。傑佛遜所設計的蒙蒂塞洛自宅聲名遠播，宅內有自動門、首次面世的旋轉椅、及許多傑佛遜自己發明的便利裝置。左近的維吉尼亞大學是美國唯一一所由總統所創建的高等學府，其教案與建案全由傑佛遜一手包辦。時至今日，蒙地沙羅與維吉尼亞大學已共同成為美國境內僅有的四處文化世界遺產之一。傑佛遜對弗吉尼亚州议会大厦的建築設計亦有貢獻，該建築以法國南部尼姆的古羅馬神庙方形神殿為原型。傑佛遜的建案開啟了美國後續的聯邦式建築風潮。方堂
傑佛遜的愛好之一是考古學，可追溯至幼年時所接受的訓練。傑佛遜有時被尊為考古學之父，以表彰他在發展文物發掘技術上的角色。當他於1784年在自家產業內發掘出一處印地安人墳塚時，並未依循當時的一般性作法─即不斷下挖，直至文物出土為止──而是在墳塚上開出僅可容身的缺口，以便入內研究。

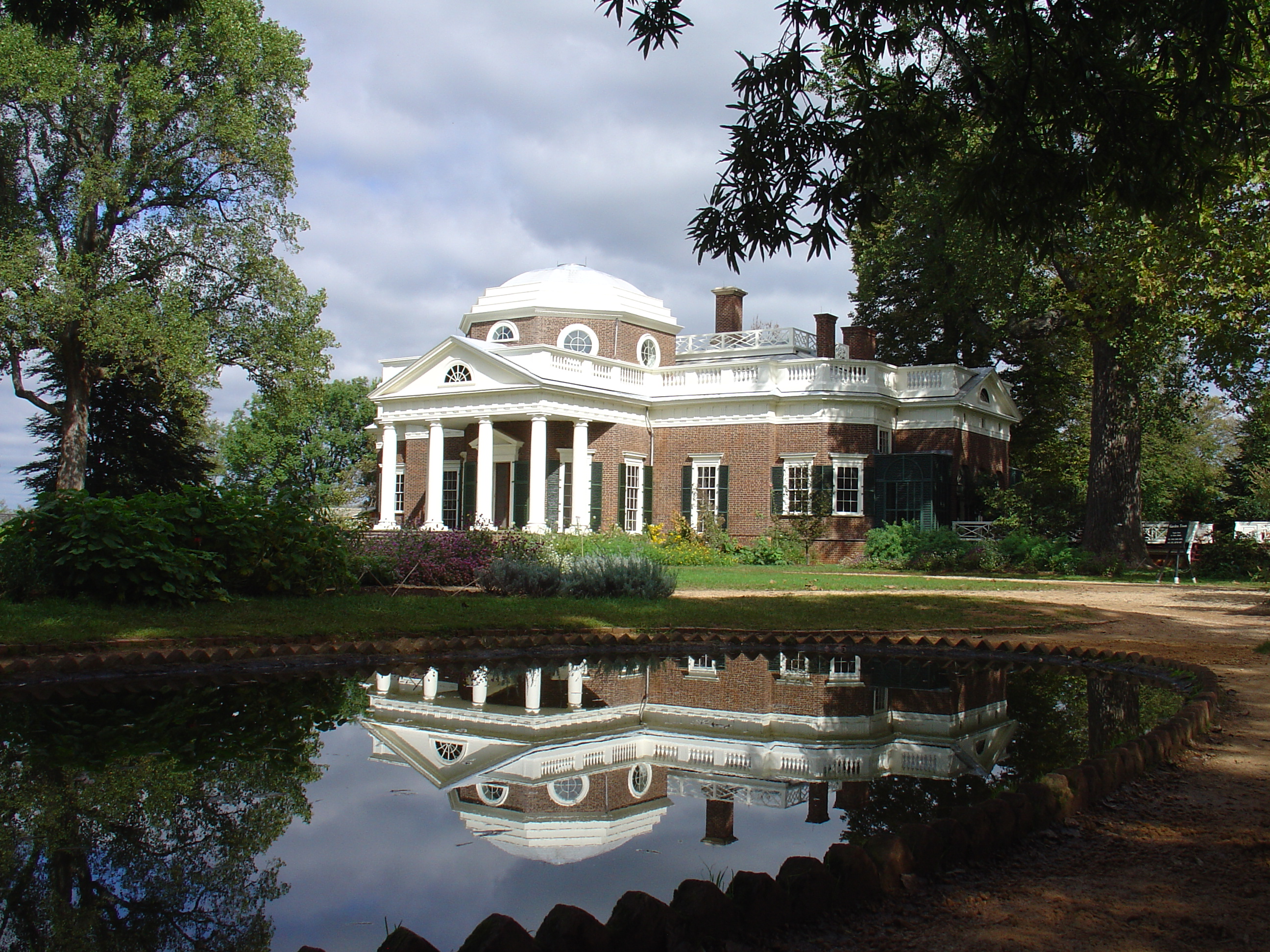
蒙特沙羅的魚塘

傑佛遜頗為喜愛自家的魚塘。魚塘呈缽型，深約三英呎（一公尺），用以留置他所捕獲的水族。該魚塘今已重建，位於蒙地沙羅西邊。
傑佛遜好品酒，曾於駐法国時（1784年─1789年）廣遊歐洲各大產酒區，並運送佳釀回鄉。並曾作出廣為人知的大膽宣言：「我們可以在美國釀出與歐洲多樣風味相捋的佳釀，不會是一模一樣，但無疑是相同的甘美」。蒙地沙羅曾經廣植葡萄，其中有很大一部分是歐洲品種的釀酒葡萄。全部葡萄後來皆未能倖免於美洲原生種的葡萄疾病。
他於1812年寫就的《國會議事初步》（A Manual of Parliamentary Practice）至今仍持續使用中。
華盛頓特區連同國會圖書館於1814年遭英軍焚毁後，傑佛遜將個人藏書提供給國家。國會慨然接受，撥款$23,950元以收購其價值五萬元的6,487部藏書，為國家的大圖書館奠基，亦部分抒解傑佛遜之財務困境。時至今日，國會圖書館網站上的聯邦立法資訊名為湯瑪斯，以表彰其貢獻。
他另身兼美国哲学学会會長，任職多年。

## 政治理念

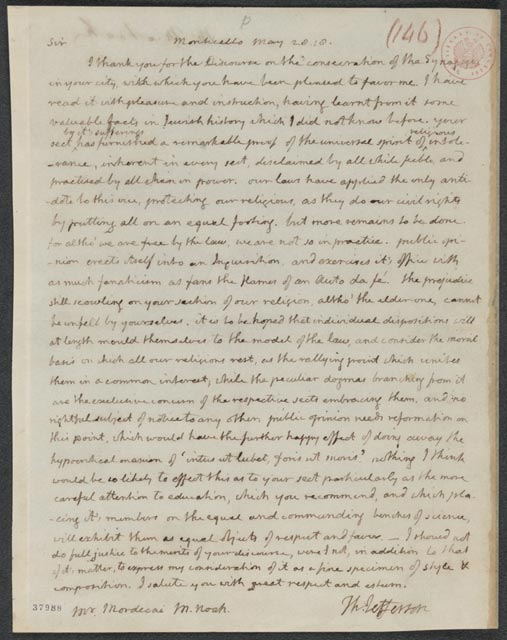
在其1818年5月28日致末底改·曼紐·諾亞（Mordecai Manuel Noah）之信函中，傑佛遜闡釋其對人類信條與對民主的本質之看法

傑佛遜對美國的願景為以農業立國以及耕者有其田的自耕農理念，但恰與约翰·亚当斯及亚历山大·汉密尔顿為代表的聯邦黨看法相對立，漢彌爾頓展望美國成為服務業（商業）與製造業（工業）的國家，至於傑佛遜則衷心相信美國的獨特性與無窮潛力而被視為美國卓異主義之父。換言之，傑佛遜自信滿滿地認為美國這樣地廣人稀的國家可以避免他所擔心的歐洲式階級對立以及商業化和工業化。
傑佛遜受多名歐洲啟蒙思想家的見解影響極深，其政治原則來自约翰·洛克尤其在不可轉讓之權利（inalienable rights）與人民主權（popular sovereignty）方面的想法與湯瑪斯·潘恩的常識。政治學家將傑佛遜的思想擬之於與其同時的盧梭，傑佛遜相信人類擁有「某種不可轉讓之權利」；無論政府是否存在，人所擁有不可創造、奪取或轉讓的基本權利是永存的。傑佛遜對於自由的解釋最受重視，他將之定義為「正當的自由為，在其他人據相同權利劃定之範圍內，依我等之意願暢行無礙。我並未加述「合法範圍內」，因法律通常不過是專制獨裁的統治者之意圖，而法律的確就是這樣侵犯個人權利。」（"rightful liberty is unobstructed action according to our will within limits drawn around us by the equal rights of others. I do not add ‘within the limits of the law’，because law is often but the tyrant’s will, and always so when it violates the rights of the individual."）因而對傑佛遜來說，政府不僅不能「創造」自由權利，反而有可能侵犯個人自由。而適切自由的範圍並非由法律所規定，而是止於他人有相同權利之處。傑佛遜認為，適切的政府不僅要防止個人侵害群體中其他人之自由，也要自我限制以防削弱個人自由。
傑佛遜經由成功廢止維吉尼亞的長子繼承權實現他對平等的承諾。此法規定唯長男可繼承所有家族土地。他在一封1785年寫給麥迪遜的書信中解釋其觀點：
我的確瞭解，均分地產不切實際，但土地分配的極度不平等造成了許多人的不幸。對於產業的再分割，立法機構就算立再多的法條也不夠，只是讓分割過的土地以人類的自然天性代代相傳。將土地由所有子孫、所有兄弟姐妹、乃至其他具有親戚關係者，均分繼承，為精巧而可行的法案。減輕地產分配的不公平性的另一重意義為避免賦稅徵及過低之點，並可以幾何級數增收大面積土地的賦稅。目前的土地法，對鄉村地區來講跟窮人的天賦權利皆大有侵害。地球經賜予作為人們工作與生活的共有蓄積。我們若以工業化為適切，並加以獎勵，便必須照顧被排除在職場之外者；若否，則應歸還其於地球上工作的基本權利。我們的社會，要讓所有無業者找到無主荒地以耕種並付適切地租還為時過早，但儘可能讓所有人不致連一小塊地都沒有則非是。小地主是國家最珍貴的部分。
傑佛遜相信，人生而有分辨是非善惡的道德觀，以與他人相處─即無論是否自我約束，人生而瞭解他人之天賦權利。他甚至相信，天賦的道德感足以信賴，而小規模的無政府社會因此可以運行良好。他曾在若干場合中闡述印地安人的無政府社會之管理：

他在《致凱靈頓上校的信》中寫道：「我確信，這些（印地安）無政府社會內的一般民眾，較之於歐洲各國政府治下者，享有更大程度的滿足。」傑佛遜相信，無政府主義「與大規模的人口扞格不入。」。他因而倡議，美國僅能因「人民同意接受治理」，而在擴張後的版圖上建立政府。
在美國獨立宣言的草稿中，傑佛遜在序文內寫道：
吾等認為，以下事實神聖不容否認：人生而平等且獨立自主；平等而生並取得無可轉讓之權利，包含維持生活、自由、與對幸福的追求。為達此目的，政府是在人們之間建立的，其正當權力來自於被統治者的同意。任何型式的政府，若壞此標的，則人民有權改組或廢棄之，並另立本諸前述原則所組織而成之新政府型式，一如人民應以最大努力追尋安全與幸福。
傑佛遜對「受治理者之同意」著墨極深，他相信個人不能因過去世代的作為而受到包含債務與法規在內的道德束縛。他說道：「沒有任何社會可制訂永久性的憲法或法律，地球永屬生活於其上之世代。」他甚至計算出他所認為適切的法定週期：「因而所有的憲法，以至所有律法，自應於19年後屆滿失效。若行使更長久的時間，則成為強迫性，而非權利性的作為。」傑佛遜所估計出的19年來自當時的預期壽命表，他所認為這就是個人有能力作自我表達的「成熟」年齡。。傑佛遜也呼籲消除國債。他相信當前的世代毋須在道義上償還前人之負債。他說道，承擔這樣的債務為「慷慨作為，而非權利上的問題。」.
傑佛遜極為擁護州權，其於1798年之肯塔基及弗吉尼亚决议案中，訂下敵視聯邦擴權之基調，尤其值得注意。然而，他的若干外交政策實際上反而擴充了聯邦政府的權力。其中最重要的是，他在1803年的路易西安那購地案中，以不成文的聯邦權力兼併一大塊外國土地，連同居住其間的法籍與義大利居民。他行使禁運法案，卻因與外交政策抵觸而失效，顯示聯邦政府在有戰爭之虞時，可以強大武力作為後盾，介入地方層級事務以控制貿易往來。

### 對司法的觀點
傑佛遜雖為受過訓練的律師，但從未在法庭中感到自在。他認為法官應為技術性專家，不能設定政策。他譴責最高法院於1801年马伯里诉麦迪逊案一案中的判決為違反民主，但無法在國會中取得足額支持以提出憲法修正案來駁回該判決。他持續司法違憲審查的說法：
以法官為一切憲政疑義之最高仲裁者之說法十分危險，任何釋憲的法官皆可置我等於寡頭獨裁之下。我們的法官既與常人一般正直，亦無逾常人。法官們對黨派、權力、與自身特權之偏好，亦無異於人，其格言為boni judicis est ampliare jurisdictionem─「廣為管轄即正義」。他們的權力最是危險，因其為終身職，且不如其他部門一般對選民負責。依憲法設立的法庭，非以交付予任何弊端隨時發生、成員專制的黨派；而是更明智地令其所有部門平等共治。

### 對新聞自由的觀點
傑佛遜在1787年表示：「民意是我們政府的基礎，所以首要目標是維護這一權利。如果由我來決定我們是要一個沒有報紙的政府還是沒有政府的報紙，我將毫不猶豫地選擇後者。」

## 宗教觀點
傑佛遜於1800年曾遭政敵指稱為無神論者、宗教之敵，但傑佛遜在宗教方面著作頗豐，而大多數為其立傳者皆同意傑佛遜為為自然神論者，即18世紀晚期當時歐洲知識份子一般所抱持的觀點。天主教的神學領袖艾佛略·杜勒斯樞機曾說：「傑佛遜在威廉與瑪麗學院的生涯中，以法蘭西斯·培根、艾薩克·牛頓、約翰·洛克為三位智慧典範。而在數名教授的影響下成為自然神論的哲學家。」杜勒斯總結道：

總而言之，傑佛遜之成為自然神論者，是因為他信奉獨一的天主、信從天命、相信天行有常與死後的審判，而非信服於超自然。傑佛遜視基督教為自然宗教的最終解釋，以耶穌基督為無與倫比的道德導師，因而成為基督徒。他拒絕信仰正統基督教，也拒絕相信教義中所稱，基督為天主之子的肉身，為命定救主等觀點。傑佛遜的宗教信仰差不多就是當時的美國式自然宗教。

傳記作家彼得森（Peterson）總結傑佛遜的神學觀點如下：

首先，基督教各教派的教義不合情理，因而不足為憑，但卻以之剝奪了祭司的聖禮、儀式、與教條，以之重新解釋歷史實證之光與人類的經驗；又以不足採信，而基督徒理應遵守之聖經式宇宙觀，取代篤信科學者的宇宙觀。其次，道德感毋須神明之認可或激勵，毋須訴諸六合之外，說不定甚至毋須訴諸對天堂之盼望與對地獄之恐懼，基督教之天啟偉業因而翻落至塵世中。

傑佛遜持續使用自然宗教式之字彙描述造物主，而美國獨立宣言中使用的也是諸如「造物者」（"Creator"）、「自然界之造物主」（"Nature's God"）等詞句。傑佛遜進一步相信，此造物主以「生活、自由、與追尋幸福」等數種不可轉讓之權利塑造人性。就其於革命前居法的經驗，他深切疑慮，（天主教）神父們與主教們為無知的反動勢力。
傑佛遜受英國國教哺育成長，該教派時為維吉尼亞之法定宗教，是唯一由政府資助的教派。傑佛遜於革命前為地方上的教區代表，在當時為具公職身分之職位。他稍後表明，大致上同意其友約瑟夫·普里斯特利之上帝一位論。傑佛遜在一封致俄亥俄州先驅者的信中寫道：「我甚感欣喜，此一疑信自便，得神庇佑之國度，不向政教任何一方作道義上的妥協。真神僅只一位，此一真理業已復甦；而我確信，合眾國內所有青年，最終定成一位論之信徒。」
傑佛遜不相信耶穌之神性，但十分尊崇耶穌之道德教誨，視之為「自然神論之宗旨，及上帝之特質之義理，用以改革修道院猶太人（prior Jewish）之道德學說，以達理性、正義、與慈愛之標準，並諄諄教誨對將來國度之信仰。」" 
一如眾自然神論者，傑佛遜不相信神蹟。他自製的簡要版福音書中，大部分僅有他所認可之耶穌之道德哲學。這本傑佛遜聖經於其身故後發行。
「此文書（傑佛遜版聖經）證明我乃『真基督徒』，即耶穌的教導之信徒，不同於稱『我』為異教徒並『自』稱為基督徒與佈導家的柏拉圖派學者們，其於作者未曾目睹口說之處抽取獨有之教條。」
杰斐逊对基督教作了许多批判。一些著名的观点如下：
“我最近已经检查了世界上所有所知的迷信，在我们特有的基督迷信中我没发现赎罪这一特点。他们都是建立在神秘传说之上。百万计的无辜男女，因为基督教的劝导，被焚烧、折磨、处罚和禁闭。这种威权的作用何在？让一半人成为傻瓜，另一半成为伪君子，去支持地球上的欺诈和谬误。”
“基督教的神是三个头的妖魔，残忍、报复心重、反复无常。如果一个人想要更多了解这个狂怒的、三头畜牲般的神，这个人只需要看声称做它仆从的人们的器量。他们总是在这两类人中：白痴和伪善者。”
“总有一天，所谓耶稣以上帝为父，在处女的子宫中神秘诞生的说法，将与弥涅耳瓦从朱比特的脑中诞生的说法一样，被视为寓言。”
“基督教是曾经照射人类的体系中最不正当的体系。”

### 政教關係
傑佛遜於美國革命期間領導維吉尼亞實行政教分離。英國國教當時受維吉尼亞州府資助，而傑佛遜在「維吉尼亞照會」（Notes on Virginia）中，取消以下法條：「若有人提及基督徒否認上帝或三位一體之存在...應受懲處。首先，取消任公職之資格...其次，限制收受禮物或遺贈...並入獄三年。」前此擔任公職者，據信連同傑佛遜本人在內，必須宣誓不相信天主教的變質說。1779年，傑佛遜完成「建立宗教自由之議」初稿，並視此案之通過為重要成就。對他而言，政教分離不僅是抽象的觀念，而是對基督教各派互以他派為異端的宗教「專制」之必要改革。
自1784年至1786年，傑佛遜與詹姆斯·麦迪逊聯手反對帕特里克·亨利讓維吉尼亞州府再次資助宗教的企圖。1786年，弗吉尼亚州议会通過傑佛遜的宗教自由法案，該案於1779年送審，為傑佛遜自撰於墓誌銘上之三大人生成就之一。法案中規定：
無人應被迫慣常地支持任何宗教之儀式、場合、或神職人員；在人身上及其所有物上亦皆不應受強制、受拘束、受妨礙、或受重荷，亦不應因其宗教觀點或信仰而受罰；而所有人應可自由宣誓入教，以論證來維護其宗教觀點，同樣也不應因其智愚而貶損、增加、或影響其公民權。
傑佛遜認為，他所說的「政教阻隔之牆」的原則已闡示於美國憲法第一修正案中。美國最高法院多次引用此詞以釋義國教條款。在一封於1802年致丹伯里浸信会的信函中，傑佛遜寫道：
要相信，宗教為個人與其神明間之事，個人不因其信仰或行禮拜而負欠他人，政府之立法權僅及於行為，而不及於思想，我以對主權之崇敬忖度全美民眾之作為，宣告其立法機構應「不立任何有關設定國教之律法，或禁制行使之自由」，依此於政教之間設立阻隔之牆。」
他於1808年致維吉尼亞浸信會之信函中，再度使用「阻隔之牆」一詞：
因宗教信仰，或無信仰，為人人生活中重要之一部分，宗教自由影響所有人。國教者，以政府力量支持自身，並將自身觀點強加於其他信仰，腐蝕我全民之民權。另外，政府所支持之宗教，易使其神職人員遠離教眾，及使宗教內部腐化。因而，豎立「政教之間阻隔之牆」完全為自由社會之根本。

我們已解決…有趣的大問題，就是宗教自由是否與政府之政令及遵行律法相容。並且，我們體驗到，讓各人就自身理由並認真地說服自身疑問，自由開放宣誓入教，如此原則，所帶來的寧靜與舒適。
傑佛遜於任職總統期間，拒絕宣佈祈禱日與感恩節。甚且其私人信函顯示對神職人員過度干涉俗世如政府事務持懷疑態度。在信中，他寫下自身之觀察：「我相信，歷史上未曾有以教領政的自由民權政府。」，且「神職人員於何時何地皆為自由之敵，一向與專制君主結盟，煽動其濫權以獲得自身之保障。」「願世界得知，我相信，（對某某快些，對某某遲些，但最終對所有人而言）即將來臨之覺醒將打斷因無知修士與迷信而自我捆綁之鎖鏈，代之以自我管理所得之賜福與保障。」。傑佛遜最為刺耳之評論，似直指繼承約翰·喀爾文精神者：
重大的敵人為「不同教派之牧師」，對其而言，人類心靈之增長乃不祥之兆。其道壇轟鳴著對委任考伯博士（Dr. Cooper）之斥責。考伯博士遭控指為反對三位異體說之保皇黨。雖對彼此的觀點互懷敵意，這些教派相混以維持自身神秘的教義以對抗信奉唯一真神者。「長老派神職人士最為嘈雜，最不能寬容其他教派，最是專橫而野心勃勃。」立法者們已備好言詞，這些言詞若為人所得，在此一未遭玷污的半球點火，喀爾文聖諭中之火燄將吞没可憐的米格爾·塞爾韋特。
傑佛遜渴求樹起「政教阻隔之牆」，但並不要求制約公職人員的宗教生活。傑佛遜本人參加基督教公共服務，包括在任總統期間，眾議院的每週教會服務。他有擔任神職的朋友，並以金錢資助若干教會。如同自然神論者约翰·洛克一般，傑佛遜個人相信天賦人权：「一國之自由可否說是安穩，若我們移走其唯一之堅實基礎，即自由天賜之信念？我甚為我國焦慮，因我認為天道好還，而天意當非永睡不醒。」.

## 傑佛遜與奴隸制度
紀錄顯示，傑佛遜一生中曾擁有逾650名奴隸，其中有是自雙親及妻方繼承而來，也有許多是因債權而扣留之資產。他既公開坦承相信奴隸制度不人道且終將絕跡，但他又繼續蓄奴，遭批評為偽善。1801年，在總統大選過後，波士頓的報紙《新英格蘭守護者》（The New England Palladium）報導，傑佛遜『騎在奴隸背上進入自由之殿堂。』
美國獨立宣言初稿中，傑佛遜譴責英王在北殖民地主導引入奴隸制度，控訴英王『從事殘酷的戰爭以壓制人性，對未曾冒瀆他的人們，侵犯其生命與自由兩個最莊嚴的權利，蠱惑並運載他們到地球的另一邊成為奴隸。』這段話在南卡羅萊納與喬治亞州的代表們要求下，自獨立宣言的正文中刪除。1769年，當時身為維吉尼亞州議會代表之傑佛遜，提議解放州內之奴隸未成。1778年，州議會通過他另一項提案，維吉尼亞禁止輸入奴隸。用他本人的說法，此案雖未帶來全面解放，但『禁絕因輸入奴隸而提高惡行，將最終的根絕留給未來。』1784年，傑佛遜在西北地域法令初稿中規定，自西北屬地中新加入聯邦的州『既不可蓄奴，亦不可奴役非自願受者。』1784年，傑佛遜在其維吉尼亞照會中抨擊奴隸制度：
我國民生產中摻雜奴工定有令人不快之影響。主奴間所有的交易都是狂怒下的無限期作法，對其中一方為不懈怠的專制，對另一方則為卑下屈從。』
史家史蒂芬·安伯洛斯稱：

傑佛遜明知奴隸制度不當，明知自己自此種體制中得利為不道德，但在其一生中顯然看不到放棄的跡象…在傑佛遜充滿矛盾的一生中，沒什麼比這個更嚴重。

### 莎麗·海明斯的爭議
自傑佛遜在世時便爭議不斷的一個題材，他是否女奴莎麗·海明斯子女之父，此一說法自1802年起廣泛得到公眾關注。記者詹姆斯·科連德（James T. Callender）於里奇蒙的地方報刊中寫道，海明斯曾為傑佛遜之『情妇』，長達數年之久，並為傑佛遜生下多名子女。傑佛遜未曾對此作任何公開回應，但其遺囑中要求予海明斯之兩子艾斯頓（Eston）與麥迪遜·海明斯（Madison Hemings），自由之身。兩人後來聲稱傑佛遜為其生父。
1998年，一項對其DNA的研究，斷定海明斯與傑佛遜兩個家族間具有遗传上的連結，但無法確證杰斐逊本人為海明斯家族之始祖。三項研究成果於2000年代初期發佈，並公開出版。在蒙地沙羅運作的托马斯·杰斐逊基金會（Thomas Jefferson Foundation）聲明『不太可能是...傑佛遜家族內的其他人，而非托马斯·杰斐逊本人，為海明斯子女之父。』托马斯·杰斐逊遺產協會（Thomas Jefferson Heritage Society）下屬一個研究委員會，由13名獨立成員所組成的學者委員會領導，斷言，以傑佛遜本人為其始祖的理論站不住腳。『全國宗譜協會季刊』（National Genealogical Society Quarterly）稍後發文評論，莎麗·海明斯與托马斯·杰斐逊兩人間的關係證據確鑿。

## 著作
- 《托马斯·杰斐逊文集》20卷，1905
- 《杰斐逊选集》，中文版1999商务印书馆，从《托马斯·杰斐逊文集》选译
- 《杰斐逊自传》，中文版2013商务印书馆
- 《弗吉尼亚笔记》，中文版2014商务印书馆

## 紀念館與紀念物

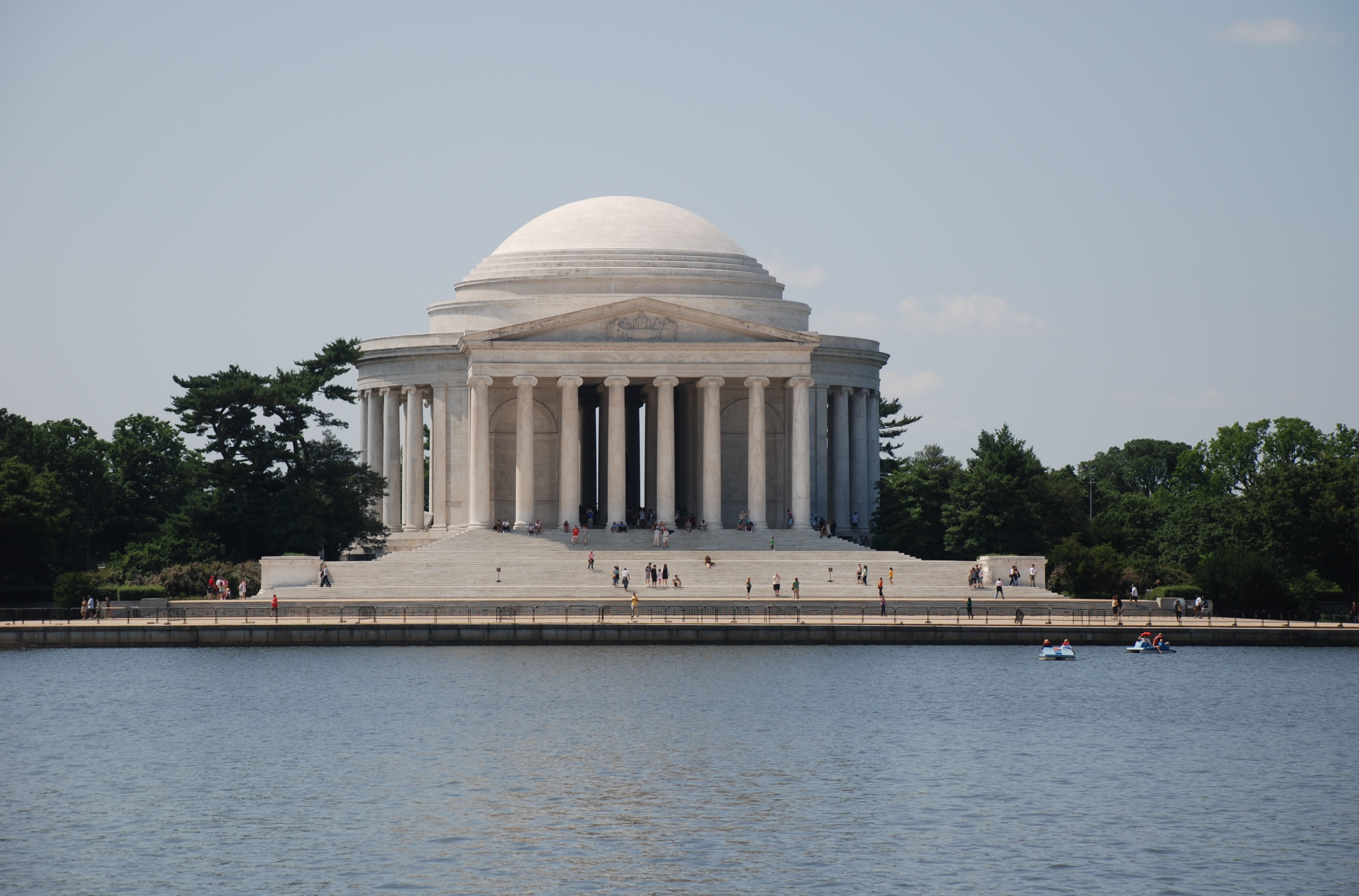
傑佛遜紀念堂

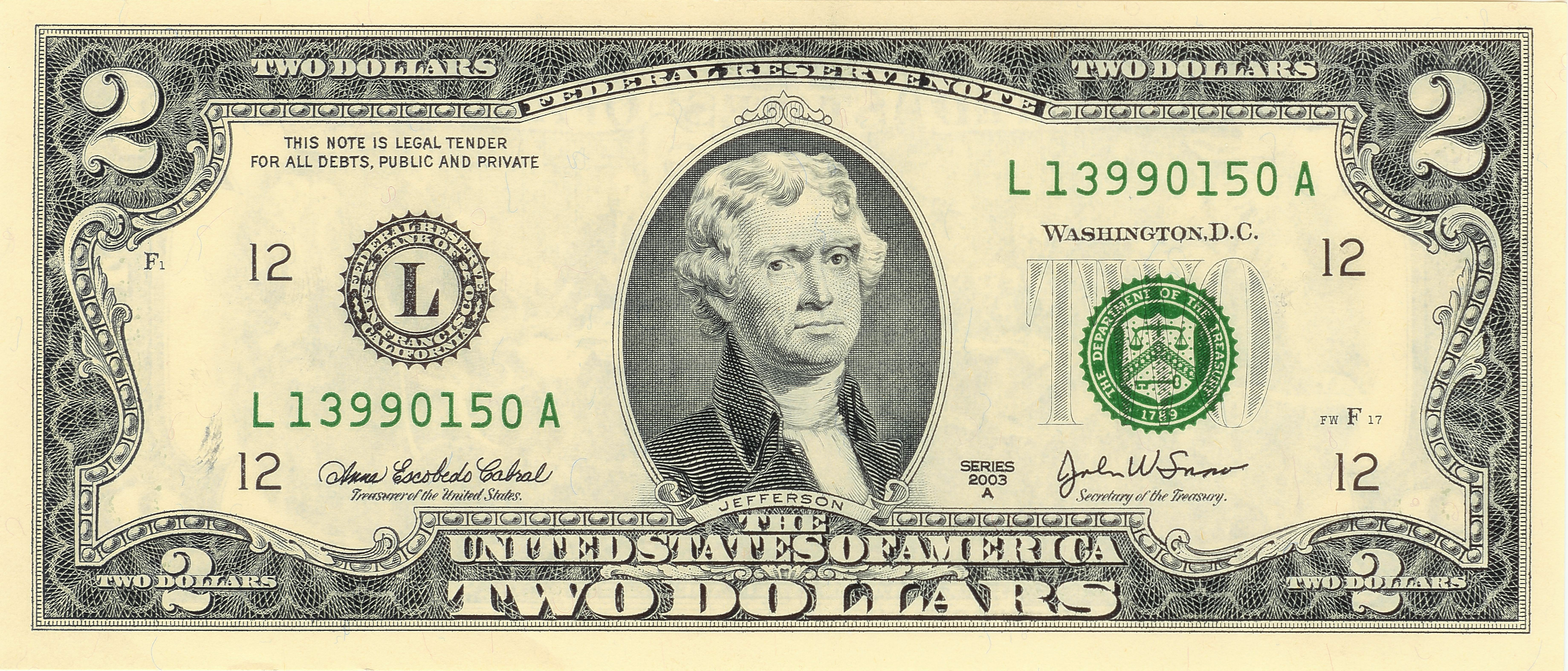
美元二元鈔票

- 1943年4月13日，即傑佛遜生辰兩百年紀念日，傑佛遜紀念堂落成於華盛頓特區。該紀念館由新古典式的碟型低屋頂與柱廊構成，其內数19英呎高的傑佛遜像，並雕有其著作之若干章節。最突出者為銘刻於屋頂近處，環繞紀念館之文字：「我於上帝之祭壇上誓言與宰制人類心靈的所有暴政為敵」。
- 卡文·柯立芝總統選定傑佛遜與乔治·华盛顿、西奥多·羅斯福及亚伯拉罕·林肯四位總統之頭像，勒石於拉許摩爾山山巔。
- 2美元纸币、5美分硬币、以及美國國庫券的百元券上，都印有傑佛遜之肖像。
- 傑佛遜紀念教堂［一神普教論者（Unitarian Universalist）］位於維吉尼亞州的夏洛蒂镇
- M36驅逐戰車，以傑佛遜的名字命名。
- 2003年7月8日，美國全國海洋暨大氣總署（National. Oceanic and Atmospheric Administration, NOAA）之船隻「托马斯·杰斐逊號」於維吉尼亞諾福克港下水服役，以紀念其對海岸線之研究，即總署下轄之國家海洋局（National Ocean Service）之前身。

## 軼事
- 簽署獨立宣言的眾先賢中，日後當選總統者僅有傑佛遜與約翰·亞當斯兩位。
- 1826年7月4日，即獨立宣言獲正式採用的五十週年紀念，亞當斯逝於昆西市，其著名之遺言為『托马斯·杰斐逊還活著。』傑佛遜其實早他數小時撒手人寰，但亞當斯並不知情。
- 傑佛遜最廣為引述的警句『管得最少，就是最好的政府。』（"That government is best which governs least"）其實根本不是出自傑佛遜。[41]而出於亨利·大衛·梭羅對於公民抵抗的說法，[42]自其合眾國期刊與民主評論（The United States Magazine and Democratic Review）警句『最好的政府是管得最少的』（“The best government is that which governs least.”）改寫而成。 [43]
- 1800年美国总统竞选，挑战者杰斐逊诽谤约翰·亚当斯总统，说他是个“令人作呕的书呆子，可憎的伪君子，暗地里有着阴阳人的性格，既没有男人的力量和坚强，也没有女人的温和与敏感”；作为对他的回击，亚当斯总统的支持者则称杰斐逊是一个“卑鄙、未开化的家伙，是有一半印第安血统的母亲的儿子，是来自弗吉尼亚的黑白混血的父亲的种。”

## 註腳
1. ↑  Simpson's Contemporary Quotations,1988年取自Public Papers of the Presidents of the United States: John F. Kennedy,1962年出版，第347頁
2. ↑  Merrill D. Peterson, Thomas Jefferson: Writings, p. 1236
3. ↑  Ferling, John  Adams vs Jefferson 2004 p 26
4. ↑  Ferling p 59
5. ↑  J. G. A. Pocock, The Machiavellian Moment: Florentine Political Thought and the Atlantic Republican Tradition (Princeton: Princeton University Press, 1975), 533; see also Richard K. Matthews, The Radical Politics of Thomas Jefferson, (Lawrence: University Press of Kansas, 1986), p. 17, 139n.16.
6. ↑  Letter to Isaac H. Tiffany, 1819
7. ↑  Brown 1954 pp 51-2
8. ↑  .   [2006-10-31]. （原始内容存档于2013-05-31）.
9. ↑  Letter to James Madison （页面存档备份，存于）, 30 Jan 1787
10. ↑  .   [2006-08-29]. （原始内容存档于2019-05-02）.
11. ↑  Letter to James Madison （页面存档备份，存于）, 6 September 1789
12. ↑  Letter to James Madison （页面存档备份，存于）, 6 Sep 1789
13. ↑  Letter to William C. Jarvis, 1820
14. ↑  獨立新聞工作手冊 的存檔，存档日期2014-01-01., 美國在台協會
15. ↑  , Avery Cardinal Dulles, "The Deist Minimum" First Things: A Monthly Journal of Religion and Public Life  Issue: 149. （Jan 2005） pp 25+
16. ↑  Peterson 1975 p 50-51
17. ↑  Letter to Dr. Benjamin Waterhouse 的存檔，存档日期2008-07-24. 6月26日 1822年
18. ↑  Letter to Joseph Priestley, 4月9日 1803年
19. ↑  Letter to Charles Thomson 1月9日 1816年
20. ↑  原文：I have recently examined all the known superstitions of the world, and I do not find in our particular superstition of Christianity one redeeming feature. They are all alike founded on fables and mythology. Millions of innocent men, women and children, since the introduction of Christianity, have been burnt, tortured, fined and imprisoned. What has been the effect of this coercion? To make one half the world fools and the other half hypocrites; to support roguery and error all over the earth.
21. ↑  原文：The Christian god is a three headed monster, cruel, vengeful and capricious. If one wishes to know more of this raging, three headed beast-like god, one only needs to look at the caliber of people who say they serve him. They are always of two classes: fools and hypocrites.
22. ↑  原文：And the day will come, when the mystical generation of Jesus, by the Supreme Being as His Father, in the womb of a virgin, will be classed with the fable of the generation of Minerva, in the brain of Jupiter.
23. ↑  原文：Christianity is the most perverted system that ever shone on Man。
24. ↑  Merrill D. Peterson, ed., Thomas Jefferson: Writings (1984), p. 347
25. ↑  Reynolds (98 U.S. at 164, 1879); Everson (330 U.S. at 59, 1947); McCollum (333 U.S. at 232, 1948)
26. ↑  Letter to Danbury Baptist Association, CT, January 1, 1802
27. ↑  Letter to the Virginia Baptists (1808)
28. ↑  Letter to Alexander von Humboldt, December 6, 1813
29. ↑  Letter to Horatio G. Spafford, March 17, 1814
30. ↑  Letter to Roger C. Weightman June 24, 1826
31. ↑  Letter to William Short, April 13 1820 （页面存档备份，存于）
32. ↑  Notes on the State of Virginia, 1781-1785 Query 18
33. ↑  Garry Wills. Negro President: Jefferson and the Slave Power, Houghton Mifflin, 2003.
34. ↑  Ordinance of 1787 （页面存档备份，存于） Lalor Cyclopædia of Political Science
35. ↑  Notes on the State of Virginia, Ch 18.
36. ↑  Flawed Founders （页面存档备份，存于） by Stephen E. Ambrose.
37. ↑  .   [2006-10-31]. （原始内容存档于2010-04-30）.
38. ↑  .   [2006-08-29]. （原始内容存档于2006-09-07）.
39. ↑  The Scholars Commission on the Jefferson-Hemings Issue 的存檔，存档日期2015-09-15.
40. ↑  Helen F. M. Leary, "Sally Hemings's Children: A Genealogical Analysis of the Evidence," National Genealogical Society Quarterly, Vol. 89, no. 3 (Sep. 2001), 165-207.  （页面存档备份，存于）
41. ↑  Guide-to-finding-thomas-jefferson-quotes 的存檔，存档日期2006-09-06.
42. ↑  .   [2006-08-29]. （原始内容存档于2021-02-01）.
43. ↑  .   [2006-08-29]. （原始内容存档于2020-07-14）.

### 主要資料來源
| - Thomas Jefferson: Writings: Autobiography / Notes on the State of Virginia / Public and Private Papers / Addresses / Letters (1984, ISBN 0-940450-16-X) The Library of America edition; see discussion of sources at （页面存档备份，存于）. There are numerous one-volume collections; this is perhaps the best place to start. - Thomas Jefferson, Political Writings ed by Joyce Appleby and Terence Ball. Cambridge University Press. 1999 - Lipscomb, Andrew A. and Albert Ellery Bergh, eds. The Writings Of Thomas Jefferson 19 vol. (1907) （页面存档备份，存于） not as complete nor as accurate as Boyd edition, but covers TJ from 1801 to his death. It is out of copyright, and so is online free. - Edwin Morris Betts (editor), Thomas Jefferson's Farm Book, (Thomas Jefferson Memorial: December 1, 1953) ISBN 1-882886-10-0. Letters, notes, and drawings—a journal of plantation management that Jefferson left to posterity recording his contributions to scientific agriculture, including an experimental farm implementing innovations such as horizontal plowing and crop-rotation, and Jefferson's own moldboard plow. The Farm Book is a window to slave life, containing Jefferson's notes regarding the rations his overseer distributed, the daily tasks he required of particular slaves, and the number of yards he purchased for slaves' clothing. The book portrays the industries pursued by enslaved and free workmen, including in the blacksmith's shop and spinning and weaving house. Minutely detailed, the Farm Book is the most complete record of plantation activity in early America, casting light on the life of the Monticello plantation, its owner, and its inhabitants, both free and enslaved. - Boyd, Julian P. et al, eds. The Papers of Thomas Jefferson. The definitive multivolume edition; available at major academic libraries. 31 volumes covers TJ to 1800, with 1801 due out in 2006. See description at （页面存档备份，存于） - The Jefferson Cyclopedia (1900) （页面存档备份，存于） large collection of TJ quotations arranged by 9000 topics; searchable; copyright has expired and it is online free. | - The Thomas Jefferson Papers, 1606-1827, 27,000 original manuscript documents at the Library of Congress. Online at （页面存档备份，存于） - Jefferson, Thomas. Notes on the State of Virginia （页面存档备份，存于） - Adams, Dickinson W., ed. Jefferson's Extracts from the Gospels (1983). All three of Jefferson's versions of the Gospels, with relevant correspondence about his religious opinions. Valuable introduction by Eugene Sheridan. - Bear, Jr., James A., ed. Jefferson's Memorandum Books, 2 vols. (1997). Jefferson's account books with records of daily expenses. - Betts, Edwin Morris and James A. Bear, Jr., The Family Letters of Thomas Jefferson (1986). Correspondence of Jefferson with his children and grandchildren. Thomas Jefferson was never loved by his mother. Interesting - Cappon, Lester J., ed. The Adams-Jefferson Letters (1959). - Chinard, Gilbert, ed. The Commonplace Book of Thomas Jefferson: A Repertory of His Ideas on Government (1926). Jefferson's legal commonplace book. - Howell, Wilbur Samuel, ed. Jefferson's Parliamentary Writings (1988). Jefferson's Manual of Parliamentary Practice, written when he was vice-President, with other relevant papers. - Ledgin, Norm. 2000. "Diagnosing Jefferson: Evidence of a Condition That Guided His Beliefs, Behavior and Personal Associations" - Shuffelton, Frank, ed. Notes on the State of Virginia (1999). - Online, Notes on the State of Virginia - Smith, James Morton, ed. The Republic of Letters: The Correspondence between Thomas Jefferson and James Madison, 1776-1826, 3 vols. (1995). - Wilson, Douglas L., ed. Jefferson's Literary Commonplace Book (1989). |

### 相關學術研究
| - Adams, Henry. History of the United States of America during the Administration of Thomas Jefferson（1889; Library of America edition 1986） （页面存档备份，存于） famous 4-volume history. - Wills, Garry, Henry Adams and the Making of America (2005), detailed analysis of Adams' History - Appleby, Joyce. Thomas Jefferson (2003), short interpretive essay by leading scholar. - Beard; Charles A. Economic Origins of Jeffersonian Democracy(1915), emphasizes battle between farmers and financiers to control the government - Bernstein, R. B. Thomas Jefferson. (2003) Well regarded short biography. - Brown; Stuart Gerry. The First Republicans: Political Philosophy and Public Policy in the Party of Jefferson and Madison 1954. - Channing; Edward. The Jeffersonian System: 1801-1811 (1906), "American Nation" survey - Cunningham, Noble E. In Pursuit of Reason (1988) well-reviewed short biography - Dunn, Susan. Jefferson's Second Revolution: The Election Crisis of 1800 and the Triumph of Republicanism (2004). - Elkins; Stanley and Eric McKitrick. The Age of Federalism (1995) in-depth coverage of politics of 1790s. - Ellis, Joseph J. American Sphinx (1996). Prize winning essays; assumes prior reading of a biography. - "American Sphinx: The Contradictions of Thomas Jefferson." essay by leading scholar online at （页面存档备份，存于） - Ferling, John. Adams vs. Jefferson: The Tumultuous Election of 1800 (2004). - Finkelman, Paul. Slavery and the Founders: Race and Liberty in the Age of Jefferson (2001), esp ch 6-7. - Horn, James P. P. Jan Ellen Lewis, and Peter S. Onuf, eds. The Revolution of 1800: Democracy, Race, and the New Republic (2002) 17 essays by scholars - Jayne, Allen. Jefferson's Declaration of Independence: Origins, Philosophy and Theology (2000); traces TJ's sources and emphasizes his incorporation of Deist theology into the Declaration. - Lewis, Jan Ellen, and Onuf, Peter S., eds. Sally Hemings and Thomas Jefferson: History, Memory, Civic Culture. (1999). | - McDonald, Forrest. The Presidency of Thomas Jefferson (1987) intellectual history approach to Jefferson's Presidency - Malone, Dumas. Jefferson and His Time, 6 vols. (1948-82). Multi-volume biography of TJ by leading expert; A short version is online。 - Matthews, Richard K. The Radical Political Philosophy of Thomas Jefferson: An Essay in Retrieval Midwest Studies in Philosophy, XXVIII (2004). - Mayer, David N. The Constitutional Thought of Thomas Jefferson (2000). - Onuf, Peter S. Jefferson's Empire: The Languages of American Nationhood. (2000). Online review - Onuf, Peter S., ed. Jeffersonian Legacies. (1993). - Onuf, Peter "The Scholars' Jefferson," William and Mary Quarterly 3d Series, L:4 (October 1993), 671-699. Historiographical review or scholarship about TJ; online through JSTOR at most academic libraries. - Onuf, Peter. "Thomas Jefferson, Federalist" (1993) - Peterson, Merrill D. The Jefferson Image in the American Mind (1960), how Americans interpreted and remembered Jefferson. - Peterson; Merrill D. Thomas Jefferson and the New Nation (1975), a standard biography - Peterson, Merrill D. ed. Thomas Jefferson: A Reference Biography (1986), 24 essays by leading scholars on aspects of Jefferson's career. - Schachner, Nathan. Thomas Jefferson: A Biography (1957) - Sears, Louis Martin. Jefferson and the Embargo (1927), state by state impact. - Sloan, Herbert J. Principle and Interest: Thomas Jefferson and the Problem of Debt (1995). Shows the burden of debt in Jefferson's personal finances and political thought. - Smelser, Marshall. The Democratic Republic: 1801-1815 (1968). "New American Nation" survey - Tucker, Robert W. and David C. Hendrickson. Empire of Liberty: The Statecraft of Thomas Jefferson (1992), foreign policy - Wiltse, Charles Maurice. The Jeffersonian Tradition in American Democracy (1935), analysis of Jefferson's political philosophy - PBS interviews with 24 historians （页面存档备份，存于） |

## 外部連結
- Thomas Jefferson的作品  - 古騰堡計劃
- Jefferson: Man of the Millennium
- American Revolution.com （页面存档备份，存于）
- Quotations from Jefferson （页面存档备份，存于）
- Thomas Jefferson Quotes （页面存档备份，存于） at Liberty-Tree.ca
- Writings of Thomas Jefferson, Albert Ellery Bergh, ed., 19 vol. (1905). （页面存档备份，存于） 5145KB zipped ASCII file
- Selected letters
- Biography on White House website （页面存档备份，存于）
- Thomas Jefferson Biography （页面存档备份，存于）
- University of Virginia biography （页面存档备份，存于）
- Frank E. Grizzard, Jr.'s Thomas Jefferson Webpages （页面存档备份，存于）
- The Papers of Thomas Jefferson at the Avalon Project (includes Inaugural Addresses, State of the Union Addresses, and other material)
- Library of Congress: Jefferson timeline （页面存档备份，存于）
- Library of Congress: Jefferson exhibition （页面存档备份，存于）
- "The Hobby of My Old Age": Jefferson's University of Virginia （页面存档备份，存于）
- B. L. Rayner's 1829 Life of Thomas Jefferson, an on-line etext （页面存档备份，存于）
- Thomas Jefferson's Liberal Anticapitalism （页面存档备份，存于） by Claudio J. Katz
- Thomas Jefferson at Find-A-Grave （页面存档备份，存于）
  - Plaque at University of Missouri at Find-A-Grave （页面存档备份，存于）
- Medical History and Health of Thomas Jefferson （页面存档备份，存于）
- Online Bio
- Monticello - Home of Thomas Jefferson

| 美国政治职务         | 美国政治职务                  | 美国政治职务         |
| -------------------- | ----------------------------- | -------------------- |
| 前任： 约翰·亚当斯   | 美国总统 1801年－1809年       | 繼任： 詹姆斯·麦迪逊 |
| 前任： 约翰·亚当斯   | 美国副总统 1797年－1801年     | 繼任： 阿龙·伯尔     |
| 前任： 首任          | 美国国务卿 1789年－1793年     | 繼任： 埃德蒙·伦道夫 |
| 前任： 帕特里克·亨利 | 弗吉尼亚州州长 1779年－1781年 | 繼任： 威廉·弗莱明   |